# René Aubert
Pour les articles homonymes, voir Aubert.
René Aubert, né Raymond Louis René Aubert le 6 octobre 1894 à La Loupe (Eure-et-Loir) et mort le 4 juin 1977 à Versailles, est un peintre, lithographe et illustrateur français.

## Biographie
René Aubert naît infirme à La Loupe en 1894. Il passe une partie de sa jeunesse à Berck au sein de l'Institut Calot, où il fait partie des « Allongés de Berck ». Il profite de ces années pour apprendre le violon et s'initier à la peinture.
Il fréquente l'Académie de la Grande Chaumière puis les Beaux-Arts de Paris où il est l'élève de Lucien Simon. D'abord dessinateur, il couvre des affaires judiciaires pour la presse, entre autres le procès Henri Désiré Landru en 1921, puis tous les procès versaillais, comme celui de Joseph Roëlants dit "le bagarreur du Vésinet" en février 1935, qui voit la mort de Marcel Langlois. Il expose simultanément au Salon des artistes français de 1926 à 1942, y recevant plusieurs prix et distinctions, en même temps que, dès 1927, la qualité de ses dessins de presse suscite des demandes en illustrations dans le monde de l'édition. Professeur de dessin de la ville de Versailles, il est nommé en 1938 directeur de l’École d'art (qui deviendra l'école des beaux-arts en 1953), et conservera ce poste jusqu'en 1966.
Si l'on connait à René Aubert des natures mortes et des scènes de genre, la part la plus importante de son œuvre se rapporte aux paysages, souvent situés au village de Meslay-le-Vidame (Eure-et-Loir) où il avait ses habitudes estivales.
Son décès a été suivi d'une rétrospective-hommage organisée par la ville de Versailles en décembre 1977.

## Expositions collectives
- Salon des artistes français, 1926 à 1942[1].
- Les grands livres du demi-siècle - Les amis de la bibliothèque de Versailles, Galerie des affaires étrangères, Versailles, décembre 1963[8].
- Versailles au XXe siècle, muse des artistes, musée Lambinet, Versailles, septembre-novembre 2020[9].
- Expositions non datées: Salon des indépendants, Salon du dessin et de la peinture à l'eau, Salon de la Marine[4].

## Prix et distinctions
- Médaille de bronze, Salon des artistes français, 1926.
- Lauréat de l'Institut de France, 1926.
- Prix Victor Noury 1929.
- Prix Chenavard 1931.
- Médaille d'or, Salon des artistes français, 1936.
- Médaille d'argent, Exposition universelle de 1937.
- Prix Albert Maignan 1937.

## Collections publiques
- Versailles, musée Lambinet:
  - Le Timbalier, 1929, huile sur toile, prix Victor-Noury de 1929[10]
  - Vue du parc du château, 1930, huile sur isorel[11]
  - L'Église de Guyancourt, 1974, huile sur toile[12]
- Bibliothèque municipale de Versailles, œuvre lithographique de la collection Henri Lefebvre[13].
- Château de La Loupe (Eure-et-Loir)[14]
- Paris, chapelle de l'Hôpital Saint-Louis, Le Christ aux lépreux, huile sur toile[14]
- Hospice de Bicêtre
- Fonds national d'art contemporain, dont dépôts:
  - Musée des Beaux-Arts de Reims, Deux philosophes
  - Assemblée nationale, Paris, Le jardin
  - Mairie de Cabourg, Le bal
- Sceaux (Hauts-de-Seine), musée du Domaine départemental de Sceaux, Château fort, dessin à la plume.

## Illustrations bibliophiliques
- Armand Villette, Mesdames!…, roman, Éditions A. Quignon, 1927, dessins originaux de René Aubert.
- Édouard Herriot, Lyon, Éditions Pierre de Tartas, 1949, lithographies originales de René Aubert (OCLC 420625295).
- Vieux hôtels de Versailles, Éditions Henri Lefebvre, Paris, 1953, vingt lithographies de René Aubert[13].
- Henry de Montherlant, Port-Royal, Éditions Henri Lefebvre, Paris, 1954, lithographies de René Aubert[15].
- Jean Marvaud, La chasse au cran d'arrêt, Éditions Henri Lefebvre, Paris, 1958, Grand In/8 broché, couverture illustrée sous film transparent, illustrations in-texte de René Aubert, un frontispice, 135 p.
- René Aubert, Versailles pittoresque, 10 lithographies originales. Lettre-préface de Jérôme et Jean Tharaud. Paris : Henri Lefebvre, septembre 1951. In folio. Quatre lithographies représentent les Carrés Saint-Louis et les rues de l’Occident et du Marché-Neuf. Les autres montrent: le passage de la Geôle, la maison du maréchal ferrant, 63 rue de la Paroisse, la Petite Place et le Guet du Roy[16].

## Affiches
- René Aubert, Versailles, Affiche (lithographiée). Estampe, 38 5/8x23 1/4 in, 98x59 cm[17]
- René Aubert, Chemin de Fer, Versailles, séjour idéal à 20 minutes. Affiche, Imp. Serre. Lithographie, 1935, 39 3/8x24 5/8 in, 100x62,5 cm[18]
- René Aubert, Secours national, entr'aide d'hiver de Seine-et-Oise, 14 rue Hoche, Versailles, affiche, 1941.

## Élève
- Marie-Françoise de L'Espinay.

## Hommage
Une rue (l'ancienne rue Georges-Ville dont le n°4 fut la résidence de notre artiste de 1925 à 1977) porte depuis 1980 son nom dans le quartier Notre-Dame, proche de la gare de Versailles Rive-Droite à Versailles.